# Języki centralnego Flores
Języki centralnego Flores (inaczej języki ngadha-lio) – postulowana grupa językowa obejmująca szereg języków austronezyjskich z centralnej części indonezyjskiej wyspy Flores, jednej z Małych Wysp Sundajskich. Obszar występowania tych języków graniczy od zachodu z językiem manggarai oraz od wschodu z językiem sika.

## Języki
Grupa języków centralnego Flores obejmuje następujące języki:
- rongga
- ngadha (w tym so’a[8])
- namut-nginamanu, bliski językowi ngadha[9]
- kéo, rozpatrywany także łącznie z językiem nage[10]
- nage
- ende (w tym nga’o[11])
- li’o, klasyfikowany także jako dialekt języka ende[12]

Języki te wykazują pewne cechy decydujące o ich bliskim pokrewieństwie (wspólne innowacje leksykalne i semantyczne, piątkowo-dziesiątkowy system liczbowy). Taka grupa nie została jednak uwzględniona przez redaktorów bazy danych Ethnologue (wyd. 25), gdzie języki te (oraz szereg innych) umieszczono w ramach grupy bima-lembata, nie klasyfikując ich bliżej. Jest natomiast obecna w serwisie Glottolog (4.5). Najbliższym krewnym tych języków wydaje się być palu’e, używany na niewielkiej wyspie o tej samej nazwie.
Najbardziej znaczący spośród tych języków (pod względem liczby użytkowników i zasięgu geograficznego) to li’o (ze wschodniego krańca obszaru grupy). Dużą społeczność użytkowników ma również ende, który obejmuje zasięgiem miasto Ende. Nga’o (uchodzący za dialekt ende lub język bliski nage-kéo) nie został dobrze opisany. So’a bywa uznawany za odrębny język.
Słabo poznany namut-nginamanu był błędnie klasyfikowany jako dialekt rembong-wangka. Wysuniętym na zachód językiem rongga posługuje się niewielka społeczność w pobliżu języka manggarai. Język ten przez dłuższy czas pozostawał praktycznie niepoznany, lecz na pocz. XXI w. I Wayan Arka podjął szeroko zakrojone działania na rzecz jego dokumentacji, doprowadzając do wydania słownika oraz opisu gramatyki rongga.

## Gramatyka
W odróżnieniu od większości języków austronezyjskich języki centralnego Flores mają charakter wysoce izolujący. Nie występują w nich morfemy derywacyjne i fleksyjne, a do wyrażania relacji gramatycznych służy przede wszystkim szyk wyrazów. Np. w języku rongga występuje sztywny szyk SVO: jara ndau kenda ja’o (koń ten kopnąć ja) „ten koń mnie kopnął”. Dzierżawczość jest wyrażana poprzez odpowiednie zestawienie wyrazów – określnik dzierżawczy następuje po rzeczowniku: ine ja’o (matka ja) „moja matka”.

## Rozwój historyczny
Według Johna McWhortera izolujący charakter języków centralnego Flores wynika z przesunięcia językowego, tj. miało dojść do wymiany języka wśród dorosłej populacji, która pierwotnie posługiwała się zupełnie innymi językami, ale przeszła na język będący przodkiem dzisiejszych języków ngadha-lio (być może przyniesiony z rejonu wyspy Celebes). Doprowadziło to do zaniku elementów morfologii derywacyjnej i fleksyjnej, bez względu na typologię języków, które weszły ze sobą w kontakt. Zmiany te są typowe dla języków pidżynowych i kreolskich, które najczęściej wykazują znaczne uproszczenie w stosunku do języka źródłowego. 
Występują związki historyczne między wyspą Flores a Celebes.
Alexander Elias postuluje, że izolujący charakter języków ngadha-lio można wytłumaczyć obecnością przedaustronezyjskiego (papuaskiego) substratu językowego, który miałby wykazywać cechy obszaru językowego mekong-mamberamo. Ich profil typologiczny rozwinąłby się zatem pod wpływem struktury wcześniejszego języka, a nie z samego faktu przesunięcia językowego. Elias szacuje, że do nadejścia ludności austronezyjskiej (i przyjęcia ich języka przez wcześniejszych mieszkańców wyspy) miałoby dojść ok. 2500–1500 r. p.n.e. 